# 灰早熟禾
灰早熟禾（学名：Poa glauca）也称宜兰早熟禾，为禾本科早熟禾属下的一个种。模式标本采自欧洲。